# Sci alpino all'VIII Universiade invernale
Le gare di sci alpino alla VIII Universiade invernale di Livigno in Italia si sono svolte nell'aprile 1975.
L'inizio delle competizioni fu differito a causa dell'isolamento di Livigno causato dalle abbondanti nevicate e da una slavina. La prima gara disputata fu lo slalom speciale femminile il 9 aprile, vinto dalla sovietica Aleftina Askarova.
Il polacco Roman Dereziński si rese protagonista di un'impresa epica per raggiungere Livigno in tempo per lo slalom speciale. Dereziński era partito in automobile da Majnohfer in Austria, dove aveva partecipato ad una gara di Coppa Europa, alla volta di Livigno con lo sciatore connazionale Christoph Trzesiak ed un amico austriaco, ma a causa di una tormenta i tre rimasero bloccati con l'auto in panne, verso mezzanotte, nei pressi del passo del Foscagno. Spinsero l'auto sino in cima al valico, convinti di poter contare sulla discesa per raggiungere il paese, ma una volta arrivati in vetta dovettero rinunciare perché la strada era ingombra della neve. Considerato che nove ore dopo avrebbe dovuto presentarsi alla partenza, lui e Christoph Trzesiak decisero di percorrere la strada a piedi e con gli sci. Nella notte superarono il Foscagno e il Passo Eira e riuscirono a raggiungere Livigno alle 8 della mattina seguente. La gara iniziò un'ora dopo e lui, nonostante la stanchezza accumulata, si piazzò quarto, dietro a Philippe Hardy, Fausto Radici e Bruno Confortola.

## Podi

### Uomini
| Evento                     | Oro              | Tempo   | Argento           | Tempo   | Bronzo             | Tempo   |
| Discesa libera (dettagli)  | Bruno Confortola |         | Werner Margreiter |         | Renato Antonioli   |         |
| Slalom gigante (dettagli)  | Fausto Radici    | 2'16"52 | Bruno Confortola  | 2'17"43 | Jean-Pierre Puthod | 2'18"25 |
| Slalom speciale (dettagli) | Philippe Hardy   |         | Fausto Radici     |         | Bruno Confortola   |         |
| Combinata (dettagli)       | Bruno Confortola |         | Philippe Hardy    |         | Herbert Marxer     |         |

### Donne
| Evento                     | Oro               | Tempo   | Argento          | Tempo   | Bronzo                           | Tempo   |
| Discesa libera (dettagli)  | Irene Böhm        |         | Brigitte Jeandel |         | Carmen Rosoleni                  |         |
| Slalom gigante (dettagli)  | Fabienne Jourdain |         | Patrizia Ravelli |         | Zusana Sosvaldová                |         |
| Slalom speciale (dettagli) | Aleftina Askarova | 1'13"73 | Brigitte Jeandel | 1'15"34 | Patrizia Ravelli Carmen Rosoleni | 1'15"53 |
| Combinata (dettagli)       | Irene Böhm        |         | Brigitte Jeandel |         | Carmen Rosoleni                  |         |

## Medagliere
| Posizione | Paese            | Oro | Argento | Bronzo | Totale |
| --------- | ---------------- | --- | ------- | ------ | ------ |
| 1         | Italia           | 3   | 3       | 6      | 12     |
| 2         | Francia          | 2   | 4       | 1      | 7      |
| 3         | Svizzera         | 2   | 0       | 0      | 2      |
| 5         | Unione Sovietica | 1   | 0       | 0      | 1      |
| 6         | Austria          | 0   | 1       | 0      | 1      |
| 7         | Liechtenstein    | 0   | 0       | 1      | 1      |
| 7         | Cecoslovacchia   | 0   | 0       | 1      | 1      |
| Totale    | Totale           | 8   | 8       | 9      | 25     |